# Zhang Liang
Zhang Liang (chiń. 张亮; pinyin Zhāng Liàng; ur. 14 stycznia 1987 r. w Jinzhou) – chiński wioślarz, mistrz świata, trzykrotny złoty medalista igrzysk azjatyckich, uczestnik dwóch igrzysk olimpijskich.

## Igrzyska olimpijskie
Zyskał sławę w 2008 roku, kiedy podczas igrzysk olimpijskich w Pekinie nie pojawił się na eliminacjach w konkurencji jedynek i tym samym został zdyskwalifikowany. Zgodnie z międzynarodowymi zasadami wioślarstwa został zdyskwalifikowany także w konkurencji dwójki podwójnej, w której miał wystąpić razem z Su Hui.
Cztery lata później w Londynie zajął piąte miejsce w finale B jedynek i ostatecznie został sklasyfikowany na jedenastej pozycji.